# Black metal symphonique
Genres associés
Black metal, metal symphonique, death metal, metal gothique
Le black metal symphonique est un sous-genre populaire du black metal. Emperor, Dimmu Borgir, Cradle of Filth et Bal-Sagoth en sont les principaux pionniers.

## Caractéristiques
L'une des principales caractéristiques de ce genre est la présence importante de synthétiseurs : s'appuyant sur des sonorités provenant de samplers ou générées de façon électronique, ces instruments sont souvent utilisés pour remplacer les longs solos de guitare typiques du metal. Il en résulte une musique à la fois sauvage et mélodieuse, faisant la part belle à des arrangements plus atmosphériques que dans le black metal traditionnel.
Parmi les autres aspects notables, les musiciens du black metal symphonique empruntent beaucoup d'enchaînements d'accords typiques des musiques symphoniques de films fantastiques ou de films d'horreur : omniprésentes, ces séquences de notes aux couleurs particulières contribuent largement à l'installation d'une atmosphère « malsaine », qualifiée par le musicologue Bérenger Hainaut de « fantastique sombre ».
Certains groupes (en particulier Dimmu Borgir et Cradle of Filth) développent fréquemment une musique au caractère très mélodique, avec une production plus claire et plus nette que celles généralement attendues pour le black metal : ces deux qualités ont souvent attiré les foudres des puristes, certains refusant l'attribution de l'étiquette « black metal » aux groupes concernés.
Les thématiques abordées dans les paroles sont un peu plus larges que dans le black metal : s'éloignant du contexte strict du satanisme, les groupes peuvent aborder des thèmes tels que le vampirisme (Theatres des Vampires, Cradle of Filth) ou l'occultisme et le paranormal (Carach Angren). Par ailleurs, les thématiques politiques paraissent, dans le black metal symphonique, moins mises en avant que dans d'autres branches du black metal.
Quelques groupes, tels que Carach Angren, Cradle of Filth ou Dimmu Borgir, ont poussé la logique du symphonisme jusqu'à travailler avec des orchestres symphoniques. Par exemple, Dimmu Borgir a enregistré son album Puritanical Euphoric Misanthropia (2001) avec une partie des musiciens de la section cordes (violons, altos, violoncelles et contrebasses) de l'orchestre de l'Opéra de Göteborg. Son album suivant, Death Cult Armageddon (2003), l'a ensuite conduit à collaborer avec le Prague Philharmonic Orchestra, connu pour ses enregistrements de musiques de films.

## Groupes notables
| Groupe                | Pays             | Date de formation | Notes  |
| --------------------- | ---------------- | ----------------- | ------ |
| Abigail Williams      | États-Unis       | 2005              | [ 4 ]  |
| ...And Oceans         | Finlande         | 1995              | ,      |
| Anorexia Nervosa      | France           | 1995              | [ 7 ]  |
| Apostasy              | Suède            | 2000              | [ 8 ]  |
| Bal-Sagoth            | Angleterre       | 1993              | ,      |
| Carach Angren         | Pays-Bas         | 2003              | [ 11 ] |
| Carpathian Forest     | Norvège          | 1992              | [ 12 ] |
| Catamenia             | Finlande         | 1995              | [ 13 ] |
| Chthonic              | Taïwan           | 1995              | [ 14 ] |
| Cradle of Filth       | Angleterre       | 1991              | [ 15 ] |
| Crimson Moonlight     | Suède            | 1997              | [ 16 ] |
| Darkend               | Italie           | 2006              | [ 17 ] |
| Darzamat              | Pologne          | 1995              | [ 18 ] |
| Diabolical Masquerade | Suède            | 1995              | [ 19 ] |
| Dimmu Borgir          | Norvège          | 1993              | ,      |
| Dragonlord            | États-Unis       | 2000              | [ 22 ] |
| Emperor               | Norvège          | 1991              | [ 23 ] |
| Equilibrium           | Allemagne        | 2001              | [ 24 ] |
| Fanisk                | États-Unis       | 2000              | [ 25 ] |
| Gehenna               | Norvège          | 1993              | [ 26 ] |
| Graveworm             | Allemagne/Italie | 1992              | [ 27 ] |
| Hecate Enthroned      | Angleterre       | 1993              | [ 28 ] |
| Kataxu                | Pologne          | 1994              | [ 29 ] |
| Limbonic Art          | Norvège          | 1993              | [ 30 ] |
| Opera IX              | Italie           | 1988              | [ 31 ] |
| Shade Empire          | Finlande         | 1999              | ,      |
| Stormlord             | Italie           | 1991              | [ 34 ] |
| Tiamat                | Suède            | 1988              | [ 35 ] |
| Tvangeste             | Russie           | 1996              | [ 36 ] |
| Twilight Ophera       | Finlande         | 1996              | [ 37 ] |
| Vaakevandring         | Norvège          | 1999              | [ 38 ] |
| Vesania               | Pologne          | 1997              | [ 39 ] |
| Welicoruss            | Russie           | 2002              | [ 40 ] |